# Cratere Seneca
Seneca è un cratere lunare di 47,57 km situato nella parte nord-orientale della faccia visibile della Luna. Ilcratere è dedicato al filosofo e politico romano Lucio Anneo Seneca.